# Charles William Beebe

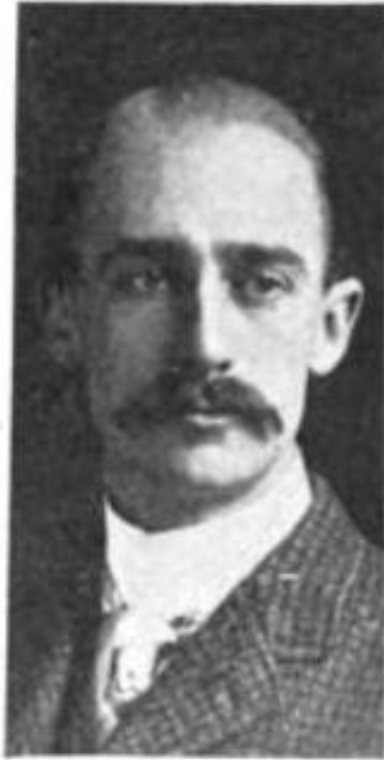
Charles William Beebe (1906)

Charles William Beebe ['bi:bi] (* 29. Juli 1877 in New York City; † 4. Juni 1962 in Arima, Trinidad) war ein amerikanischer Ornithologe, Ichthyologe, Tiefseeforscher und Ökologe. Für sein Werk wurde er unter anderem mit der John-Burroughs-Medaille und der Daniel Giraud Elliot Medal ausgezeichnet. Er war lange Jahre für den New York Zoological Park tätig, der heute als Bronx Zoo bekannt; zuletzt war er dort Kurator der Vogelabteilung.

## Leben
Beebe war der Sohn eines Papierhändlers. Durch sein Interesse für die Biologie und zahlreiche Besuche im Naturhistorischen Museum von New York gewann er die Freundschaft des dortigen Direktors, Henry Fairfield Osborn. Nach einer naturwissenschaftlichen Ausbildung an der Columbia-Universität (ohne akademischen Abschluss) arbeitete er ab 1899 an der ornithologischen Abteilung des New York Zoological Parks. Dort machte er sich bald einen Namen als begabter Vogelpfleger. 1902 heiratete er die Farmerstochter Mary Blair Rice aus Virginia. Diese begleitete ihn auf seinen ornithologischen Forschungsreisen. 1913 ließ sie sich von Beebe wieder scheiden, um bereits einen Tag später den Architekten Robert L. Niles zu heiraten. In der Öffentlichkeit wurde jedoch William als Verursacher der Ehekrise gebrandmarkt.
Im selben Jahr übernahm Beebe die Leitung der neu gegründeten Abteilung für Tropenforschung. Für diese gründete er 1916 die erste Tropenforschungsstation in Britisch-Guayana. Später folgte eine weitere auf den Bermudas. Bei seiner ersten Expedition auf die Galápagos-Inseln 1923 bestieg er einen aktiven Vulkan und erlitt Vergiftungen durch die ausströmenden Gase. Um diese Zeit begann er auch mit dem Helmtauchen, um die Tierwelt der Meere auch in ihrem natürlichen Lebensraum erforschen zu können.
1927 heiratete er die um 25 Jahre jüngere Schriftstellerin Elswyth Thane Ricker aus Vermont. Danach entwickelte er mit Otis Barton die Bathysphere, eine Tauchkugel, mit der sie am 15. August 1934 die damalige Rekordtiefe von 923 m erreichten. Die Zusammenarbeit zwischen Beebe und Barton war nicht von Dauer; die beiden gingen bald wieder eigene Wege. Der Tiefenrekord wurde 1948 (ohne Beteiligung Beebes) von Barton in seiner neu konstruierten Tauchkugel Benthoscope mit 1.370 m überboten. (1960 erreichte Jacques Piccard die größtmögliche Meerestiefe, fast 11.000 m, ebenfalls in einer Stahlkugel, allerdings mit eigenem Auftriebs-Körper, dem Tauchboot „Trieste“.)
Im Jahr 1944 begegnete Beebe erstmals Rachel Carson, die das Nachwort für eines seiner Bücher verfasste. Er ermutigte sie, auch selbst Forschungen und Tauchfahrten zu unternehmen und ihre Ergebnisse zu veröffentlichen. Da die Forschungsstation auf den Bermudas im Zweiten Weltkrieg in einen Luftwaffenstützpunkt umgewandelt worden war, gründete Beebe unter Verwendung seiner Bücherhonorare einen neuen Stützpunkt in Trinidad. Diese Station namens Simla wurde 1974 dem Asa Wright Nature Centre angegliedert und ist noch heute ein beliebter Treffpunkt für Ornithologen und Vogelfreunde.
1952 trat Beebe im Alter von 75 Jahren in den Ruhestand. Er arbeitete natürlich auf „seiner“ Forschungsstation Simla weiter, unterstützt von seiner langjährigen zoologischen Assistentin Jocelyn Crane (1909–1998), starb hier am 4. Juni 1962 und ist auch auf Trinidad begraben.

## Wirken
Beebe unternahm zahlreiche Expeditionen zur Beobachtung der Tierwelt. Unter anderem hat er folgende Reisen durchgeführt:
- 1903: Vogelbeobachtungen in Mexiko
- 1908: Venezuela und Trinidad
- 1909–1911: Ferner Osten (Chinesisches Kaiserreich, Japanisches Kaiserreich, Java, Borneo) zum Studium von Fasanen
- um 1916: erstmals auf den Bermudas
- 1923: erstmals auf den Galápagos-Inseln

Für seine Tauchausflüge ließ er zunächst einen alten Benzinkanister mit einem Glas-Fenster versehen. Die Luftversorgung dieses Taucherhelms erfolgte über eine Schlauchverbindung mit einer Hand-Pumpe, die sich an Land (oder im Boot) befand. Mit dieser Konstruktion erreichte er 15 m Wassertiefe, wo er zahlreiche Tiere beobachtete und dokumentierte.
Bald wuchs in ihm der Wunsch, in größere Tiefen vorzudringen. Dabei wollte er sich jedoch nicht in damals bereits bekannte Tauchpanzer zwängen, mit denen Tiefen von 100 m und mehr ohne weiteres erreicht werden konnten, in denen der Taucher dabei aber ziemlich unbeweglich war. So machte er sich auf die Suche nach einem neuen Tauchapparat. Gemeinsam mit seinem Partner, dem Techniker Otis Barton, begann er 1929 die Konstruktion der ersten Bathysphäre, wie er seine Tauchkugel einem Tiefseefisch ähnlich benannte. Im Juni 1930 unternahmen Beebe und Barton die ersten Tauchversuche vor der Küste der Bermudas; zunächst bis 76 m und dann immer tiefer, bis sie 435 m erreichten. Dabei hing die Tauchkugel mit einem Stahlseil an der Seilwinde am Trägerschiff Ready; zusätzlich wurde ein Stromkabel (für die Beleuchtung) und eine Telefonleitung (zur Kommunikation) zugeführt. Die Sauerstoffversorgung erfolgte mit Flaschen direkt in der Tauchkugel, die Kohlensäure wurde mittels Ätzkali absorbiert.
Nach diesem ersten erfolgreichen Versuch wurden weitere Verbesserungen an der Tauchkugel durchgeführt. Bei einem weiteren Versuch (dem 32. Tauchgang) am 15. August 1934 wurde die Rekordmarke von 923 m erreicht. Bei diesen Tauchgängen entstanden zahlreiche Skizzen und Fotos von bis dahin noch nie beobachteten Tiefseetieren. Etliche von ihnen, z. B. Bathysphaera intacta, wurden seither nie wieder gesehen oder gar gefangen und gelten daher als Produkte Beebescher Phantasie. Daneben untersuchte er auch die Lichtausbreitung in verschiedenen Tiefenstufen des Meeres.
Über alle seine Expeditionen und Unternehmungen veröffentlichte Beebe zahlreiche Bücher. Die Honorare, die er damit erzielte, verwendete er unter anderem zur Finanzierung der tropischen Forschungsstationen.
Manche Zeitgenossen warfen Beebe übertriebenen Populismus vor, mit dem die Ergebnisse seiner Forschungen nicht Schritt halten könnten. Insbesondere der wissenschaftliche Wert seiner Tauchfahrten in große Tiefen wurden (von Schreibtisch-Forschern und Neidern) des Öfteren angezweifelt. Mit mehr Recht bezeichneten andere ihn als einen „ersten Ökologen Nordamerikas“.
Nach einem Tauchgang sagte William Beebe: „Diese Fische haben nicht nur ein halbes Dutzend Schuppen, sondern sie erstrahlten wie in einer schimmernden Rüstung, Garnelen und Quallen trieben an uns vorbei wie Flocken nie geahnter Schneestürme.“

## Bibliografie (Auszug)
- William Beebe und Mary Blair Rice: Two Bird Lovers in Mexico, 1905
- William Beebe und Mary Blair Rice: Our Search For a Wilderness, 1908 (Venezuela und Trinidad)
- William Beebe und Mary Blair Rice: A Monograph of the Pheasants, entstanden als vierbändiges Werk 1912–1913, publiziert wurde jedoch 1918 nur der erste Band.
- William Beebe: Jungle Days, New York: Putnam 1925
- William Beebe: The Arcturus adventure: an account of the New York Zoological Society's first oceanographic expedition. Putnam, New York 1926. Deutsche Ausgabe: Das Arcturus-Abenteuer. Die erste Tiefsee-Expedition der Neuyorker Zoologischen Gesellschaft, F. A. Brockhaus, Leipzig 1928
- William Beebe: Galapagos: World's End, 1926. Deutsche Ausgabe: Galapagos das Ende der Welt, F. A. Brockhaus, Leipzig 1928
- William Beebe: Pheasant Jungles, 1927. Deutsche Ausgabe: Im Dschungel der Fasanen, F. A. Brockhaus, Leipzig 1930
- William Beebe: Exploring with Beebe, 1932. Deutsche Ausgabe: Auf Entdeckungsfahrt mit Beebe, F. A. Brockhaus, Leipzig 1936
- William Beebe: Half Mile down, 1934. Deutsche Ausgabe: 923 Meter unter dem Meeresspiegel, F. A. Brockhaus, Leipzig 1936
- William Beebe: Zaca Venture, 1938, Deutsche Ausgabe: Das Zaca-Abenteuer – Forscherfahrt in die Fischgründe des Pazifik, F. A. Brockhaus, Leipzig 1939
- William Beebe: High Jungle, 1949. Deutsche Ausgabe: Rancho Grande – Zwei Jahre im Nebelwald der Anden, Ullstein & Co., Wien 1951
- William Beebe: Adventuring with Beebe 1955 (die interessantesten Erzählungen aus seinem Gesamtwerk).